# Turrialba (pueblo)
El pueblo de Turrialba fue una reducción indígena establecida por los españoles en Costa Rica, a principio del siglo XVI. En los documentos aparece citada indistintamente como Turrialba o Turrialva.
En el ilegal reparto de encomiendas efectuado en 1569 por Pero Afán de Ribera y Gómez aparecen mencionados dos pueblos llamados Turrialba, uno de ellos citado como Turrialba la Chica, que se hallaba ubicado "al otro lado del río del pedregal". Sus reyes se llamaban Tabaco y Huerra. El pueblo de Turrialba propiamente dicho parece haber sido de dimensiones considerables, puesto que tenía al menos 1400 habitantes (aunque algunas interpretaciones sugieren que se trataba de 1400 familias), y el de Turrialba la Chica al menos 700 habitantes (o 700 familias). 
Los encomenderos de Turrialba fueron Luis González de Estrada (con 400 indígenas o familias), Alonso Pérez (400), Diego de Alvarado (300) y Juan López (300), y los de Turrialba la Chica un tal licenciado Olibera (400) y Francisco Lobo (300).
Los franciscanos establecieron una reducción en Turrialba, cuya iglesia fue dedicada a San Francisco. Posteriormente el pueblo quedó comprendido en el Corregimiento de Turrialba y Alcaldía Mayor del puerto de Suerre. A lo largo del siglo XVII, la población turrialbeña disminuyó gradualmente, como resultado de las enfermedades y los malos tratos.
En 1663, según un informe del Gobernador de Costa Rica Don Rodrigo Arias Maldonado y Góngora, Turrialba era el último de los pueblos indígenas ubicado en la ruta de Cartago hacia Matina, y dependía de la doctrina franciscana de San Buenaventura de Atirro, en una región de caudalosos ríos y ciénagas. En 1666 el pueblo fue pasajeramente ocupado por la expedición del pirata Eduard Mansvelt.
Para 1697 solamente quedaban diez familias indígenas en Turrialba. En el censo de los pueblos indígenas efectuado en 1709 se indicó que en Turrialba había veinte familias; sin embargo, el pueblo desapareció poco después, ya que en 1737, cuando el gobernador Francisco Antonio de Carrandi y Menán recorrió la ruta hacia Matina, solo halló en el sitio de Turrialba un rancho para albergue de los viajeros. 
El pueblo indígena de Turrialba es distinto de la actual ciudad de Turrialba, establecida a mediados del siglo XIX.